# Бюст Римского-Корсакова
Бюст Николая Римского-Корсакова в Николаеве расположен на Адмиральской улице возле Детской музыкальной школы № 1 имени Н. А. Римского-Корсакова.
Будучи инспектором духовых оркестров Морского ведомства, Николай Римский-Корсаков дважды побывал в Николаеве — в 1874 и 1881 годах. В 1978 году по ходатайству администрации города был установлен его бюст.
Скульптор О. А. Здыховский, архитектор В. С. Гретов.